# Podothecus sachi
Podothecus sachi és una espècie de peix pertanyent a la família dels agònids.

## Descripció
- Fa 50 cm de llargària màxima.[6][7]

## Alimentació
Menja crustacis i cucs marins.

## Hàbitat
És un peix marí, demersal i de clima temperat que viu entre 20 i 200 m de fondària.

## Distribució geogràfica
Es troba al Pacífic nord-occidental: el nord del Japó, el golf de Pere el Gran i la costa oriental de la península de Corea.

## Observacions
És inofensiu per als humans.